# Galliera Veneta
Galliera Veneta ist eine norditalienische Gemeinde (comune) mit 7119 Einwohnern (Stand 31. Dezember 2023) in der Provinz Padua in Venetien. Die Gemeinde liegt etwa 28 Kilometer nördlich von Padua. Galliera Veneta grenzt unmittelbar an die Provinzen Vicenza und Treviso.

## Verkehr
Die Gemeinde liegt mit einem Bahnhof – gemeinsam mit der Nachbargemeinde Tombolo an der Bahnstrecke Vicenza-Treviso. Durch den Ort führt die Strada Regionale 53 Postumia, ein Teilstück der antiken Via Postumia.

## Gemeindepartnerschaften
Galliera Veneta unterhält Partnerschaften mit der französischen Gemeinde Carbonne im Département Haute-Garonne und mit der kroatischen Gemeinde Jelenje in der Gespanschaft Primorje-Gorski kotar.

## Persönlichkeiten
- Flavio Martini (* 1945), Radrennfahrer